# The Scribe
Pour plus de détails, voir Fiche technique et Distribution.
The Scribe est un court métrage comique de 1966 avec Buster Keaton dans son dernier rôle avant sa mort d'un cancer du poumon le 1er février 1966. Il a été produit par la Construction Safety Association of Ontario, Canada afin de promouvoir la sécurité sur les sites de construction et a été filmé sur les chantiers où les édifices du gouvernement de l'Ontario étaient en construction à Toronto. Le réalisateur en était Jean Sebert.
Keaton joue le rôle du concierge d'un journal qui intercepte accidentellement un appel de l'éditeur lui ordonnant de faire un reportage consacré aux pratiques de sécurité sur un grand chantier de construction. Il s'introduit sur le site des travaux et trouve une liste de 16 règles de sécurité affichées sur un mur. Il s'en saisit et tente d'alerter les ouvriers quand il les voit agir de manière dangereuse, causant souvent des accidents plus graves que ceux qu'il empêche. Keaton est silencieux tout au long du film durant lequel il reprend plusieurs gags habituels de son répertoire d'antan. Le plus remarquable fut sa recréation d'un gag de son film Fatty groom (1918) dans lequel il lave peu à peu le plancher en utilisant seulement la pointe du manche de la serpillière tout en restant assis sur le plancher.